# 派普克利納冰川
78°14′S 162°51′E / 78.233°S 162.850°E
派普克利納冰川（英語：Pipecleaner Glacier）是南極洲的冰川，位於維多利亞地的斯科特海岸，處於哈金斯山東部，與格林普斯冰川一起注入拉迪安冰川，現時由南極條約體系管理。